# Sternohammus niasensis
Sternohammus niasensis là một loài bọ cánh cứng trong họ Cerambycidae.